# Cratere Joliot-Curie
Joliot-Curie  è un cratere sulla superficie di Venere. Deve il suo nome alla fisica e chimica francese Irène Joliot-Curie, la seconda donna a ricevere il premio Nobel per la chimica.